# 巴小傑
巴·約翰·傑森（英語：John Jackson Parr），簡稱巴小傑（英語：Jack-Jack Parr）是虛構男性電影角色，出現在迪士尼／皮克斯的電腦動畫《超人特攻隊》系列中。小傑是2004年電影《超人特攻隊》及其2018年續集《超人特攻隊2》的配角之一，也是2005年短片《小傑的攻擊》及2018年短片《衣阿姨》的主角之一。他是「超能先生」巴鮑伯和「彈力女超人」巴荷莉的小兒子，也是巴小倩和巴小飛的弟弟。最初被家人們認為他是家中唯一沒有任何超能力，但後來展現出多種超能力，且大多數屬於變形的類型。

## 超能力
儘管小傑是家中最年幼的成員，但他卻擁有最多種的超能力，其中大部分超能力都屬於變形類型。衣夫人將小傑歸類為變形者，並表示小傑和其他孩子一樣擁有無限的潛力。由於他還是個嬰兒，他無法完全掌控自己的超能力。小傑的超能力主要受情緒和莫札特的音樂激發。目前已知小傑擁有的超能力包括：
- 火焰形態：能夠改變自身的生理結構，使自身火焰化。其火焰可以使用滅火器撲滅。[a]
- 金屬形態：能夠將身體轉化為重金屬，使其質量和密度顯著增加。[a]
- 怪物形態：能夠變身成怪物般的生物，擁有紅色皮膚、長指甲和尖銳牙齒。在這形態下，小傑擁有更強大的肌肉，從而增強了力量和靈活性。[a]
- 漂浮：可以懸浮在幾英尺高的空中。[b]
- 瞬間移動：能夠將自身傳送到不同的位置。即使在四維空間也能聽得見對方說話。[b]
- 鐳射光：能夠從眼睛射出綠色鐳射光。[b]
- 穿透：能夠穿透牆壁，也曾經穿透姊姊小倩產生的防護罩。[b]
- 超人的力氣：即使還是嬰兒，小傑也能輕易咬破嬰兒安全圍欄以及向浣熊扔出沙灘椅。[b]
- 念力：可以通過思想移動相對較小的物體。[c]
- 橡皮化：能夠讓自身像橡皮一樣變得柔軟、具彈性，能夠抵禦浣熊的尖爪攻擊。[c]
- 多重分身：能夠複製出無數個自己。[c]
- 控電：小傑曾短暫展現出他能夠產生電流。[c]
- 模仿：可以模仿他人的特徵，例如改變鼻子和長出頭髮。[c]
- 體型改變：能夠使身體巨大化或縮小。[d]
- 煙霧形態：能夠將身體氣化。[d]
- 水形態：能夠將身體液化，變成液體。[d]
- 火花形態：能夠將自身變成一團火花，發出電磁脈衝，使衣夫人宅邸的電源短路。[d]
- 超人速度：移動速度比一般嬰兒更快。[d]

## 角色製作
布萊德·博德的長期合作夥伴，也是《超人特攻隊》系列的動畫總監兼角色設計的東尼·富西萊（Tony Fucile）最初以自己10個月大的兒子伊萊·富西萊（Eli Fucile）作為巴小傑的原型創作。富西萊和博德閒聊時提到，正在牙牙學語的伊萊會發出怪叫，特別是剛起床時會發出怪叫和大笑，而且還會到處亂跑，看起來就像《木偶奇遇記》中的史壯波里（Stromboli）。博德靈機一動，給東尼買了一台錄音機和吊桿麥克風，讓他錄下伊萊的聲音。那段錄音一直沿用至今，作為該角色的聲音基礎，並由梅芙·安德魯斯（Maeve Andrews）另外配音。續集由博德的兒子尼古拉斯·博德（Nicholas Bird）為怪物形態的小傑配音。
此外，博德表示小傑擁有多個超能力的原因是基於幼兒在日常生活中擁有無限的可能性。

## 登場作品

### 《超人特攻隊》（2004年）
《超人特攻隊》中，母親巴荷莉把小傑帶到廚房水槽內洗澡。家人共進晚餐時，荷莉透過做鬼臉哄小傑吃飯。當姊姊小倩和哥哥小飛爭吵時，小傑笑得很開心，覺得他們只是在玩鬧。當巴氏一家前往私人島嶼對戰辛拉登（Syndrome）時，小傑交由13歲褓姆馬凱莉（Kari McKeen）照顧。直到電影結尾，計劃失敗的辛拉登試圖綁架小傑，把他培養成自己的跟班，藉此報復巴氏一家。然而，不想與家人分開的小傑展現多種超能力，包括全身火焰化、鋼鐵化以及怪物形態來擺脫辛拉登後被荷莉接住，並在小倩展出防護罩後在飛機墜落事故中得救。

### 《小傑的攻擊》（2005年）
劇情發生在《超人特攻隊》之間。狄瑞克探員（Rick Dicker）詢問馬凱莉，她在巴氏一家照顧小傑時發生什麼事。剛開始時凱莉認為小傑像其他嬰兒一樣容易處理，但當她播出莫札特的音樂《第11號鋼琴奏鳴曲》訓練小傑認知發展後，讓小傑頓悟自己潛在的超能力，開始展現瞬間移動、飛行以及穿牆能力。經過一輪追逐，凱莉成功捉住小傑，並拿出抽認卡好讓小傑冷靜下來。當小傑看到營火圖卡後，全身突然冒出火焰和到處跑，驚慌的凱莉拿起壁爐火鉗夾住小傑，把他帶到浴室裡裝滿水的浴缸裡熄火。
第二天早上，已經精疲力竭的凱莉找到應對小傑的超能力的方法，例如用滅火器撲滅全身起火的小傑，以及利用鏡子反射小傑從眼睛射出鐳射光。就在此時，門鈴響起。辛拉登趕來綁架小傑，但凱莉以為他是來荷莉找來接替自己的新褓姆，於是急忙把小傑交給他照顧。

### 《超人特攻隊2》（2018年）
續集承接前集結尾，鮑伯和荷莉迎戰採礦大師（The Underminer）時，小傑交由小倩和小飛照顧，最後沒能抓住採礦大師的巴氏一家被警方帶走，之後全家人暫時搬進一家汽車旅館生活。後來在荷莉找到新工作後，他們又搬進豪宅居住。當荷莉外出工作時，鮑伯負責留在家照顧三個孩子。某天晚上，正在觀看電視節目的小傑誤將翻垃圾桶的浣熊洛奇（Rocky）當成小偷，與牠搏鬥時展現更多的超能力，包括念力、超人的力氣、全身橡皮化及多重分身，這一騷動驚醒了正在睡覺的鮑伯，也讓家人發現小傑擁有超能力。
然而，小傑的超能力讓鮑伯睡眠不足，小倩和小飛於是打電話給鮑伯的好友「酷冰俠」路易（Lucius Best）前來幫忙。路易對小傑的超能力感到很驚訝，並形容為很「怪異」。路易建議鮑伯尋求外界協助，鮑伯於是將小傑帶到另一個老朋友衣夫人的豪宅。衣夫人起初拒絕了，但看到小傑展現出超能力後改變了想法。第二天，睡了一整晚、精神飽滿的鮑伯前來接回小傑時，衣夫人向鮑伯透露她升級了小傑的超能裝功能，以便鮑伯更有效地照顧他。衣夫人透露，小傑聽到莫札特的音樂會釋放超能力，而且叮囑鮑伯不能給小傑吃小餅乾，因為小餅乾會觸發小傑的怪物形態和火焰能力。此外，她還展示了新超能裝的其他功能，例如藍莓口味的阻燃劑。衣夫人還給了一部感測器，以便巴氏一家追蹤或透過遠處控制小傑的超能力。
當鮑伯接到戴艾芙琳（Evelyn Deavor）的電話，得知荷莉遇上麻煩後，鮑伯通知路易前來照顧三個孩子。不久後，被艾芙琳催眠的超級英雄們趕到豪宅，路易雖然成功幫孩子們拖延時間讓他們乘超能車逃跑，但自己也被催眠。孩子們前往船艇尋找父母，但被催眠的父母和路易攻擊。小傑使用超能力飄到荷莉身邊，並用念力移開荷莉的催眠眼罩。小傑之後與小倩和小飛一同使用超能力戰鬥，這讓荷莉大吃一驚發現小傑也擁有超能力。伊芙琳計劃失敗並被逮捕後，荷莉對於自己錯過了親眼目睹兒子超能力的機會感到難過。後來，超級英雄再次合法化，小傑也跟隨家人一起展開打擊罪犯的任務。

### 《衣阿姨》（2018年）
劇情發生在《超人特攻隊2》之間。鮑伯帶著小傑到衣夫人的宅邸，讓她研究小傑的超能力，也給自己多一些休息時間。當晚，小傑向衣夫人展現出各種超能力。研究完畢後，衣夫人為他設計了新的超能裝。衣夫人很喜歡小傑，她甚至把小傑加入到自己的實驗室的身份驗證裝置之中，包括手部掃描、視網膜掃描和語音識別。另外，她向鮑伯表示自己願意分文不取照顧小傑。

## 反響
《紐約時報》作家曼諾拉·達吉斯表示小傑為《超人特攻隊2》畫上「點睛之筆」。
《華爾街日報》作家喬·摩根斯坦表示「對於迪士尼和皮克斯來說，小傑就像環球影業的《神偷奶爸系列》中搶盡鋒頭的小小兵一樣寶貴。」

## 備註
1. 1 2 3  該能力首次出現於2004年電影《超人特攻隊》。
2. 1 2 3 4 5  該能力首次出現於2005年短片《小傑的攻擊》。
3. 1 2 3 4 5  該能力首次出現於2018年電影《超人特攻隊2》。
4. 1 2 3 4 5  該能力首次出現於2018年短片《衣阿姨》。